# XXIV з'їзд Комуністичної партії Латвії
XXIV з'їзд Комуністичної партії Латвії — з'їзд Комуністичної партії Латвії, що відбувся 24–25 січня 1986 року в місті Ризі.

## Порядок денний з'їзду
1. Звіт ЦК КПЛ
2. Звіт Ревізійної Комісії КПЛ
3. Вибори керівних органів КПЛ

## Керівні органи партії
Обрано 141 члена ЦК КПЛ, 65 кандидатів у члени ЦК КПЛ та 43 члени Ревізійної Комісії КПЛ.

### Члени Центрального комітету КП Латвії
- Абель Леонід Олександрович — завідувач відділу сільського господарства і харчової промисловості ЦК КПЛ
- Абомс Андріс Робертович — тракторист колгоспу «Пенкуле» Добельського району
- Авотс Валдіс Карлович — 1-й секретар Добельського райкому КПЛ
- Айзсілнієкс Індуліс Янович — начальник Головного виробничого управління енергетики і електрифікаці Латвійської РСР «Латвголовенерго» — вибув 11.08.1989
- Анфімов Олег Георгійович — секретар ЦК КПЛ  — вибув 5.01.1989
- Апшенієкс Казимир Карлович — майстер виробничого навчання Ризького технічного училища № 7 імені Г. Гайле
- Аушкап Ерік Янович — голова Комітету народного контролю Латвійської РСР
- Багновець Гарольд Володимирович — завідувач відділу будівництва і міського господарства ЦК КПЛ
- Баркан Язеп Станіславович — міністр культури Латвійської РСР
- Барткевич Леонард Леопольдович — 1-й секретар Гулбенського райкому КПЛ
- Бердник Михайло Микитович — 1-й секретар Вентспілсського міськкому КПЛ
- Берзінь Лео Янович — 1-й секретар Мадонського райкому КПЛ
- Бетехтін Анатолій Володимирович — командувач військ Прибалтійського військового округу, генерал-полковник — вибув 5.01.1989
- Бєлокуров Петро Миколайович — 1-й заступник голови Держагропрому Латвійської РСР
- Бізюков Володимир Георгійович — начальник Латвійського управління цивільної авіації
- Біркенфельд Всеволод Янович — міністр деревообробної промисловості Латвійської РСР
- Блекте Яніс Оскарович — міністр фінансів Латвійської РСР
- Блохін Віктор Геннадійович — завідувач відділу промисловості ЦК КПЛ
- Бобров Д. В. — вибув 5.01.1989
- Бонат Яніс Павлович — 1-й секретар Бауського райкому КПЛ
- Бондарева Регіна Миколаївна — 1-й секретар Валкського райкому КПЛ
- Бріль Антон Піусович — 1-й заступник голови Держагропрому Латвійської РСР — міністр Латвійської РСР
- Брітанс Яніс Петрович — редактор газети «Циня»
- Брокан Владислав Янович — головний редактор журналу «Коммунист Советской Латвии»
- Буйліс Алдоніс Альфредович — міністр освіти Латвійської РСР
- Буш Анатолій Васильович — 1-й секретар Кулдігського райкому КПЛ
- Вагріс Ян Янович — голова Президії Верховної ради Латвійської РСР
- Валескалн Петро Іванович  — старший науковий співробітник Інституту філософії і права Академії наук Латвійської РСР
- Васильонок Андрій Євгенович  — редактор газети «Советская Латвия»
- Верманіс Маріс Мартинович — старший машиніст папероробної машини Лігатненської паперової фабрики
- Вітол Леон Петрович — міністр лісового господарства і лісової промисловості Латвійської РСР
- Врублевський Аркадій Казимирович — 1-й секретар Єкабпілсського райкому КПЛ
- Гейба Яніс Алоїзович — 1-й секретар Даугавпілсського райкому КПЛ
- Гобелко Юрій Васильович — 2-й секретар Ризького міськкому КПЛ
- Голодов Микола Микитович — директор заводу «Сарканайс металургс»
- Голубєв Георгій Олексійович — міністр заготівель Латвійської РСР — вибув 11.08.1989
- Горбунов Анатолій Валер'янович — секретар ЦК КПЛ
- Горіс Айвар Янович — завідувач відділу культури ЦК КПЛ
- Гриньова Галина Михайлівна — регулювальниця апаратури Ризького виробничого об’єднання ВЕФ імені Леніна
- Грудулс Антон Янович — завідувач відділу науки і навчальних закладів ЦК КПЛ
- Гусєв Микола Іванович — 1-й секретар Резекненського міськкому КПЛ
- Дамбіс Айвар Альбертович — бригадир трубоукладачів спеціалізованого управління нульового циклу №10 Ризького тресту крупнопанельного будівництва
- Денисенко Ніна Володимирівна — заступник голови Ради міністрів Латвійської РСР
- Дзенітіс Яніс Едуардович — прокурор Латвійської РСР
- Дирченко Віктор Іванович — начальник Латвійського морського пароплавства
- Дмитрієв Валентин Іванович — 2-й секретар ЦК КПЛ
- Дмитрієв Юрій Миколайович — 1-й секретар Краславського райкому КПЛ
- Дрізул Олександр Арвідович — віцепрезидент Академії наук Латвійської РСР, заступник голови Президії Верховної ради Латвійської РСР
- Дубра Мечислав Язепович — завідувач відділу торгівлі і побутового обслуговування ЦК КПЛ
- Душкевич Тимофій Лаврентійович — 1-й секретар Даугавпілсського міськкому КПЛ
- Егліт Альфред Оскарович — міністр харчової промисловості Латвійської РСР
- Єгоров Володимир Дем'янович — міністр внутрішніх справ Латвійської РСР
- Ємець Іван Артемович — начальник Прибалтійської залізниці — вибув 5.01.1989
- Земницька Вія Олександрівна — начальник виробничої ділянки колгоспу «Цоде» Бауського району
- Зіле Андрій Аугустович — керуючий справами ЦК КПЛ
- Зіле Любов Яківна — директор Інституту історії партії при ЦК КПЛ
- Зітманіс Август Карлович — голова Латвійської республіканської ради професійних спілок
- Зукул Станіслав Вікторович — голова Комітету державної безпеки Латвійської РСР
- Ігауніс Язеп — арматурник Резекненського заводу залізобетонних конструкцій № 6
- Ірбе Айна Карлівна — бригадир дослідно-показової птахофабрики «Кекава» Ризького району
- Іщенко Микола Максимович — командир військової частини 95447,  контрадмірал
- Кавінський Ромуальд Володимирович — голова колгоспу «Красный Октябрь» Прейльського району
- Калейс Яніс Олександрович — голова Державного комітету Латвійської РСР із професійно-технічної освіти
- Калнберзін Ян Едуардович– персональний пенсіонер – помер 4.02.1986
- Канеп Вільгельм Вільгельмович — міністр охорони здоров’я Латвійської РСР
- Карєв Олександр Микитович  — директор Даугавпілсського заводу приводних ланцюгів
- Кафтайлов Микола Іванович — міністр будівництва Латвійської РСР
- Кезберс Івар Янович — голова Державного комітету Латвійської РСР з телебачення та радіомовлення
- Клауцен Арнольд Петрович — 1-й секретар Ризького міськкому КПЛ
- Коркліш Тамара Павлівна — механізатор радгоспу «Гаркални» Резекненського району
- Корнеліус Фелікс Арестович — 1-й секретар Пролетарського райкому КПЛ міста Риги
- Крастіньш Іварс Я. — 1-й секретар Єлгавського міськкому КПЛ
- Крустинсон Марта Мартинівна — персональний пенсіонер, член партії з 1912 року
- Лаукман Володимир Давидович — завідувач відділу закордонних зв’язків ЦК КПЛ
- Леонов Микола Миколайович — 1-й секретар Московського райкому КПЛ міста Риги
- Лєньов Олег Костянтинович — генеральний директор Ризького виробничого об’єднання ВЕФ імені Леніна
- Лисак Юрій Іванович — постійний представник Ради міністрів Латвійської РСР при Раді міністрів СРСР
- Лівманіс Станіслав Язепович — робітник Яунпільської дослідної станції тваринництва Тукумського району
- Лісмент Мікеліс Мікелевич — голова риболовецького колгоспу «Банга» Талсинського району
- Ліціс Карліс Артурович — 1-й секретар Юрмалського міськкому КПЛ
- Лоскутов Геннадій Миколайович — завідувач відділу організаційно-партійної роботи ЦК КПЛ
- Максимкіна Ада Михайлівна — регулювальниця Ризького радіозаводу
- Маркот Волдемар Григорович — міністр комунального господарства Латвійської РСР
- Масальський Антон Антонович — 1-й секретар Гулбенського райкому КПЛ
- Матіса Рута Янівна — 1-й секретар Валмієрського райкому КПЛ
- Місанс Леонард Петрович — міністр меліорації і водного господарства Латвійської РСР
- Мойсеєнко Григорій Федорович  — начальник військ Червонопрапорного Прибалтійського прикордонного округу, генерал-майор
- Нижник Валентин Андрійович  — міністр легкої промисловості Латвійської РСР
- Нюкша Костянтин Іванович — слюсар-інструментальник виробничого об’єднання «Ризький електромашинобудівний завод»
- Озолс Егілс Мартинович — заступник голови Президії Верховної ради Латвійської РСР
- Осман 3ігмунд Донатович  — директор інформаційного агентства при Раді міністрів Латвійської РСР «Латінформ»
- Охерін Яніс Янович — заступник голови Ради міністрів Латвійської РСР
- Пальора Степан Степанович — голова Партійної комісії при ЦК КПЛ
- Патенко Петро Бернардович — заступник голови Комітету народного контролю Латвійської РСР
- Петерс Яніс Янович — 1-й секретар правління Спілки письменників Латвійської РСР
- Петкевич 3ігмунт Станіславович — 1-й секретар Резекненського райкому КПЛ
- Петров Леонід Володимирович — пресувальник-вулканізатор Латвійського виробничого об’єднання «Сарканайс квадратс»
- Прауде Роберт Володимирович — 1-й заступник голови Ради міністрів Латвійської РСР — вибув 11.08.1989
- Прієдітіс Іварс Ансович — 1-й секретар ЦК ЛКСМ Латвії
- Пуго Борис Карлович – 1-й секретар ЦК КПЛ
- Пурін Бруно Андрійович  — президент Академії наук Латвійської РСР
- Раман Мієрвалд Леонідович — заступник голови Ради міністрів Латвійської РСР, голова Держплану Латвійської РСР
- Ранцан Ян Болеславович — бригадир слюсарів-монтажників Ризького спеціалізованого монтажного управління тресту «Промтехмонтаж»
- Реймане Ірена Альбертівна — голова Державного комітету Латвійської РСР у справах видавництв, поліграфії і книжкової торгівлі
- Римашевський Володимир Францович — 1-й секретар Салдуського райкому КПЛ
- Рубен Юрій Янович — голова Ради міністрів Латвійської РСР
- Рубікс Альфред Петрович — голова Ризького міськвиконкому
- Рукмане Маріте Карлівна — 1-й секретар Кіровського райкому КПЛ міста Риги
- Савицька Тамара Іванівна — 1-й секретар Ленінського райкому КПЛ міста Риги
- Салпутра Рудольф Густавович — міністр торгівлі Латвійської РСР
- Самойленко Віктор Григорович — член Військової Ради — начальник Політичного управління Прибалтійського військового округу, генерал-лейтенант
- Сєдих Володимир Іванович — завідувач відділу транспорту і зв’язку ЦК КПЛ
- Семилєтенко Володимир Григорович — 1-й заступник начальника Політичного управління Балтійського флоту, контрадмірал
- Скоста Лудіс Петрович — директор радгоспу імені XXV з’їзду КПРС Єкабпілського району
- Следе Егон Едгарович — міністр автомобільного транспорту і шосейних доріг Латвійської РСР — вибув 11.08.1989
- Созонов Леонід Григорович — токар-розточувальник Ризького дослідного заводу технологічного обладнання
- Соколов Борис Геннадійович — начальник Всесоюзного рибопромислового об’єднання Західного басейну
- Спіла Гнат Едуардович — механізатор-ланковий колгоспу «Лачплесіс» Огрського району
- Спрудж Антон Едуардович — тракторист радгоспу «Наутрені» Лудзенського району
- Строганов Пилип Феоктистович — 1-й секретар Лудзенського райкому КПЛ
- Строде Аліда Антонівна — майстер машинного доїння радгоспу «Баркава» Мадонського району
- Стунгревіц Освалд Карлович — міністр зв’язку Латвійської РСР
- Терехов Василь Семенович — 1-й секретар Октябрського райкому КПЛ міста Риги
- Тимофєєв Віктор Герасимович — ректор Латвійської сільськогосподарської академії
- Толмаджев Олег Карлович — секретар парткому Ризького виробничого об’єднання ВЕФ імені Леніна
- Тумовс-Бекіс Язеп Донатович — міністр побутового обслуговування населення Латвійської РСР
- Усінь Микола Юлійович — завідувач відділу адміністративних органів ЦК КПЛ
- Фрейберг Леонід Едуардович — завідувач відділу пропаганди і агітації ЦК КПЛ
- Цієкур Яніс Петрович — тракторист-комбайнер радгоспу «Війціємс» Валкського району
- Чевачин Валерій Миколайович — голова Державного комітету Латвійської РСР із праці
- Чемм Віталій Олександрович – секретар ЦК КПЛ – помер 3.02.1986
- Чепаніс Альфред Казимирович — 1-й секретар Лієпайського райкому КПЛ
- Чіксте Артур Едуардович — голова колгоспу «Накотне» Єлгавського району
- Чмихалов Олександр Тихонович — військовослужбовець, генерал-майор – виключений 5.05.1988
- Шпогіс Казимир Албінович — заступник голови Ради міністрів Латвійської РСР
- Штале Анна Янівна — телятниця радгоспу «Вієталва» Стучкинського району
- Штейнберг Валентин Августович —  директор Інституту історії Академії наук Латвійської РСР
- Штерн Вісвалдіс Миколайович — 1-й секретар Ризького райкому КПЛ
- Юра Юрій Миколайович — міністр промисловості будівельних матеріалів Латвійської РСР
- Ядзевіча Ольга Миколаївна — 1-й секретар Стучкинського райкому КПЛ
- Якутін Анатолій Федорович — 1-й секретар Лієпайського міськкому КПЛ
- + Варнас Вітаутас Павлович — 1-й секретар Балвського райкому КПЛ – переведений із кандидатів 5.01.1989
- + Жарков Володимир Віталійович — 1-й секретар Даугавпілсського міськкому КПЛ – переведений із кандидатів 5.01.1989
- + Калініна Людмила Матвіївна — вчителька Ризької середньої школи №5 імені Зенти Озолс – переведена із кандидатів 5.01.1989
- + Сварс Едвінс Лапінович — 1-й секретар Алуксненського райкому КПЛ – переведений із кандидатів 5.01.1989
- + Яне Гунар Вілісович — тракторист колгоспу «Анце» Вентспілсського району – переведений із кандидатів 5.01.1989

### Кандидати в члени Центрального комітету КП Латвії
- Аболінь Елерт Вольдемарович — 1-й заступник голови Держплану РМ Латвійської РСР
- Аболіня Яніна Антонівна — 1-й секретар Огрського райкому КПЛ
- Акментінь Волдемар Янович — завідувач загального відділу ЦК КПЛ
- Балтінь Гунар Андрійович — начальник Центрального статистичного управління Латвійської РСР
- Богомолов Олександр Іванович — 2-й секретар ЦК ЛКСМ Латвії
- Бошс Модріс Юлійович — столяр-верстатник Ризького меблевого комбінату
- Брокан Валеріян Янович — 1-й секретар Ленінградського райкому КПЛ міста Риги
- Ванцанс Лаймонс Миколайович — тракторист колгоспу «Малієна» Алуксненського району
- Варнас Вітаутас Павлович — 1-й секретар Балвського райкому КПЛ – переведений в члени ЦК 5.01.1989
- Волятовська Раїса Павлівна — розкладниця-крейдувальниця Ризького виробничого швейного об’єднання «Латвія»
- Дрозда Альфред Дмитрович — голова Лієпайського міськвиконкому
- Евін Едуард Янович  — голова ЦК ДТСААФ Латвійської РСР, генерал-майор— вибув 11.08.1989
- Егліт Едгар Петрович — секретар парткому Латвійського морського пароплавства
- Ейжвертіня Кристина Іванівна — перемотувальниця Даугавпілсського заводу хімічних волокон імені Ленінського комсомолу
- Єка В. Б.  —
- Жарков Володимир Віталійович — голова Даугавпілсського міськвиконкому – переведений в члени ЦК 5.01.1989
- Жук Я. Л.  —
- Защеринський Євген Я.   —
- Какстова Ніна Олександрівна  — завідувач відділу легкої промисловості і товарів народного споживання ЦК КПЛ
- Калініна Людмила Матвіївна — вчителька Ризької середньої школи №5 імені Зенти Озолс – переведена в члени ЦК 5.01.1989
- Кіндзул Регіна Робертівна  (Регіна Езера) — письменниця — вибула 11.08.1989
- Кіреєв В'ячеслав Євдокимович — генеральний директор Латвійського виробничого об’єднання рибної промисловості
- Клібік Валентина Сергіївна — секретар Президії Верховної ради Латвійської РСР
- Кокарс Імант Олександрович — ректор Латвійської державної консерваторії імені Я. Вітола
- Кролс Альберт Янович — голова Державного комітету Латвійської РСР у справах будівництва
- Курпнієкс Волдемарс Янович — міністр плодоовочевого господарства Латвійської РСР
- Лаврецький Григорій Степанович — голова колгоспу «Іскра» Даугавпілсського району
- Лапше Яніс Андрійович — заступник голови Держагропрому Латвійської РСР
- Лієпіньш Яніс Альбертович  — голова Державного комітету Латвійської РСР із цін
- Лінде Едгар Валдемарович — міністр вищої і середньої освіти Латвійської РСР
- Матісон Лаймон Херманович — голова Державного комітету Латвійської РСР з нагляду за безпечним веденням робіт у промисловості та гірничому нагляді
- Міллер Вісваріс Оттович — ректор Латвійського державного університету імені Стучки
- Місан Роберт Петрович  — міністр місцевої промисловості Латвійської РСР
- Місуркін Олег Григорович — генеральний директор Ризького виробничо-технічного об’єднання «Альфа» — директор Ризького заводу напівпровідникових приладів
- Нежбертс Цероніс Станіславович —  1-й секретар Єлгавського райкому КПЛ
- Несауле Яніс Ерікович — секретар Латвійської республіканської ради професійних спілок
- Озол М. М. —
- Озола Дзідра Оттович — голова колгоспу «Спарс» Гулбенського району
- Озолінь Ліліта Арвідівна — актриса Державного академічного художнього театру імені Яніса Райніса Латвійської РСР
- Петерсоне Луція Янівна — майстер машинного доїння колгоспу «Ледурга» Лімбажського району
- Петраков В. Н. —
- Полянський Георгій Іванович — голова Державного комітету Латвійської РСР із матеріально-технічного постачання
- Прауде Альберт Володимирович — завідувач економічного відділу ЦК КПЛ
- Разгуляєва Валерія-Євгенія Язепівна — секретар Ризького міськкому КПЛ
- Роде Едуард Петрович — заступник голови Держагропрому Латвійської РСР
- Рунд Хенрік Волдемарович — головний лікар Республіканської клінічної лікарні імені П. Страдиня
- Самсонс Віліс Петрович — головний вчений секретар президії Академії наук Латвійської РСР
- Саркан Волдемар Даніелович — 1-й секретар Талсенського райкому КПЛ
- Сварс Едвінс Лапінович — 1-й секретар Алуксненського райкому КПЛ – переведений в члени ЦК 5.01.1989
- Сейкстуліс Леон Алойзович — тракторист радгоспу «Лаздукалнс» Балвського району
- Соловйов Віктор Савович — 1-й секретар Прейльського райкому КПЛ
- Страутінь Івар Фріцович — голова правління Латвійської республіканської спілки споживчих товариств
- Строде Анна Альфонівна — головний зоотехнік радгоспу імені 60-річчя СРСР Краславського района
- Терентьєв Іван Семенович — 1-й секретар Вентспілсського райкому КПЛ
- Трейціс Єкаб Артурович — електромонтер Ризького вагонобудівного заводу
- Третьяков Борис Олексійович — начальник Латвійського республіканського управління Держстандарту СРСР
- Туканс Донат Станіславович — бригадир штукатурів-мозаїчників управління обробних робіт №66 Юрмальського територіального загальнобудівельного тресту
- Ухов Георгій Володимирович — 1-й заступник голови Держплану Латвійської РСР
- Хохленко Іван Іванович  — 1-й секретар Лімбажського райкому КПЛ
- Чургель Ніна Пилипівна — мотальниця Ризької панчішної фабрики «Аврора»
- Шнейдерс Яніс Янович  — керуючий справами Ради міністрів Латвійської РСР
- Штауберга Аустра Олександрівна —1-й секретар Цесісського райкому КПЛ
- Юник Володимир Михайлович — 1-й секретар тукумського райкому КПЛ
- Якубайтіс Едуард Олександрович — віцепрезидент Академії наук Латвійської РСР
- Яне Гунар Вілісович —  тракторист колгоспу «Анце» Вентспілсського району – переведений в члени ЦК 5.01.1989

### Члени Ревізійної комісії КП Латвії
- Абелтіньш Роберт Юлійович –   голова Цесісського райвиконкому
- Берг-Бергман Альфред Карлович  – керуючий Латвійської республіканської контори Держбанку СРСР, голова Ревізійної комісії ЦК КПЛ
- Бруненієкс Ілмар Янович – начальник штабу – заступник начальника Цивільної оборони Латвійської РСР, генерал-майор
- Вушканс 3ігурдс Волдемарович  – голова Ленінського райвиконкому міста Риги
- Грейжа-Лісовскіс Віктор Станіславович –  голова Державного комітету Латвійської РСР із газифікації
- Гром Григорій Іванович — завідувач терапевтичного відділення Республіканської дитячої клінічної лікарні
- Гулін Станіслав Васильович  — 1-й заступник голови Комітету державної безпеки Латвійської РСР
- Даудіш Імант Антонович  — 1-й заступник завідувача відділу пропаганди і агітації ЦК КПЛ
- Дрейбанде Ельвіра Георгіївна — голова Державного комітету Латвійської РСР із кінематографії
- Дуда Яніс Болеславович  – військовий комісар Латвійської РСР, полковник
- Дьячков Євген Петрович  — голова Державного комітету Латвійської РСР із забезпечення нафтопродуктами
- Заг Хелдур Єкабович – голова Огрського райвиконкому
- Закенфельд Жаніс Жанович  – голова президії Латвійського товариства дружби і культурного зв’язку із закордонними країнами
- Земрібо Гвідо Аугустович — голова Верховного суду Латвійської РСР
- Знатнай Даумант Карлович — голова Комітету з фізичної культури та спорту при Раді міністрів Латвійської РСР
- Ільїна Марія Петрівна — прядильниця виробничого лляного об’єднання «Латвіяс ліні»
- Калагурський Ярослав Іванович —  в.о. 1-го заступника голови Ризького міськвиконкому
- Калве Маріс Юлійович – голова Єлгавського міськвиконкому
- Карклінь Ояр Янович  — заступник голови Держагропрому Латвійської РСР
- Карро Яніс Августович — голова Резекненського міськвиконкому
- Кеніня Лайма 3енонівна – головний економіст колгоспу  «Узвара» Кулдігського району
- Круковський Володимир Іванович — змінний бригадир докерів-механізаторів першого грузового району Ризького морського торгового порту
- Лавендел Егон Едгарович – ректор Ризького політехнічного інституту імені Пельше
- Лапшин Аркадій Кирилович – голова Юрмальського міськвиконкому
- Лієгіс Вілніс Ернестович —  токар-розточувальник заводу «Лієпаймаш» виробничого об’єднання «Комутатор»
- Лочмеліс Яніс Язепович – начальник політвідділу військової частини 98642, капітан 1-го рангу
- Лукша Аніта Федорівна – машиніст Броценського цементно-шиферного комбінату
- Лусс Гуна Ернестівна – міністр соціального забезпечення Латвійської РСР
- Малценієкс Маріс Мієрвалдович – головний агроном колгоспу «Адажі» Ризького району
- Марнауза Язеп Янович – голова Вентспілсського міськвиконкому
- Миргородський Віктор Олександрович – заступник командувача військ Прибалтійського військового округу, генерал-майор
- Ошс Віліс Юлійович – 1-й заступник завідувача відділу організаційно-партійної роботи ЦК КПЛ
- Плумане Бірута Антонівна – голова Лімбажського райвиконкому
- Потрекі Оярс Дмитрович — секретар парткому Латвійського державного університету
- Пушмуцане Євгенія Юліївна – заступник голови Держагропрому Латвійської РСР
- Саленієкс Яніс Андрійович — міністр юстиції Латвійської РСР
- Синельникова Марина Олександрівна — секретар Латвійської республіканської ради професійних спілок
- Степіньш Ян Янович — капітан корабля «Дмитро Медведєв» Латвійського морського пароплавства
- Упенієк Петро Петрович  – генеральний директор Резекненського молочноконсервного комбінату
- Урванцев Гаральд Брунович — директор Ризького заводу  «Автоелектроприлад»
- Холюсева Люція Броніславівна — старший зоотехнік колгоспу імені Леніна Валмієрського району
- Шалма Расма Юріївна — головний зоотехнік колгоспу «Зелта звайгзне» Лієпайського району
- Шибалло Яніс Янович  — голова Лудзенського райвиконкому